# Juan Carlos Amador
Juan Amador es un jugador de baloncesto profesional nacido en el estado de Sonora el 16 de abril de 1983.

## Carrera Deportiva
Amador Hernández comenzó a jugar en el 2006 con La Ola de la Benito Juárez en la Liga Nacional de Baloncesto Profesional de México.
En 2007 jugó para Caballeros de Culiacán en la CIBACOPA.
Jugó la temporada 2008-2009 de la Liga Nacional de Baloncesto Profesional de México con Lobos de la U.A. de C..
Actualmente se encuentra en el CIBACOPA con el equipo Mineros de Cananea.
- Datos: Q5948154